# Internationaal filmfestival van Edinburgh
Het Internationaal filmfestival van Edinburgh is een filmfestival dat sinds 1947 jaarlijks wordt gehouden in de stad Edinburgh, Schotland. Het is het langst lopende filmfestival ter wereld.

## Geschiedenis
Het festival werd opgericht door de Edinburgh Film Guild. Oorspronkelijk was het festival enkel voor documentaires. Destijds waren er nog maar een paar filmfestivals. Het festival toont tegenwoordig een grote variatie aan films van over de hele wereld, waaronder korte films, animatiefilms en muziekfilms.
Sinds september 2006 is de Artistic Director van het festival Hannah McGill, een voormalige filmcriticus en columnist voor The Herald.

## Prijzen
Op het festival wordt jaarlijks door de jury de "The Michael Powell Award for Best New British Feature Film" uitgereikt. Het publiek kan de winnaar voor de "Standard Life Audience Award" kiezen. Een vooraf samengesteld panel kiest de winnaar van de "Skillset New Directors Award." Er zijn ook prijzen voor korte films.